# Rivière Pelletier
Rivière Pelletier är ett vattendrag i Kanada.   Det ligger i provinsen Québec, i den sydöstra delen av landet, 400 km nordväst om huvudstaden Ottawa.
I omgivningarna runt Rivière Pelletier växer i huvudsak blandskog. Runt Rivière Pelletier är det ganska tätbefolkat, med 67 invånare per kvadratkilometer.